# Ничвид Василь Петрович
Васи́ль Петро́вич Ничвид (1969 — 25 вересня 2022, смт Ямпіль, Краматорський район, Донецька область) — капітан, командир стрілецької роти, виконувач обов'язків заступника командира 64-го батальйону 103-ї окремої бригади Сил територіальної оборони Збройних сил України, учасник російсько-української війни.

## Життєпис
Мешкав у Золочеві, працював керівником підприємства.
Загинув 25 вересня 2022 року під час визволення селища міського типу Ямпіль Краматорського району Донецької області. Залишилися дружина, четверо синів та онуки.

## Нагороди
- Указом Президента України № 783/2022 від 17 листопада 2022 року «за особисту мужність і самовіддані дії, виявлені у захисті державного суверенітету та територіальної цілісності України, вірність військовій присязі» — нагороджений орденом «За мужність» III ступеня[3].